# Лазар Главинов
Лазар Костов Главинов е български социалист от Македония и един от най-видните майстори на мебели в България в началото на XX век.

## Биография
Лазар Главинов е роден през 1880 година във Велес, тогава в Османска империя. През втората половина на 1896 година влиза в създадената от брат му Васил Главинов в София Македоно-одринска социалдемократическа група, в която членуват още Велко Марков, Никола Русински, Никола Карев, Димитър Мирасчиев, Андон Шулев, Атанас Раздолов, Стойно Стойнов, Гиго Драндаров, Димо Хаджидимов и други. През ноември 1904 година подпомага Константин Антонов и Тота Антонова, които в къщата му в Скопие, под прикритието на шивашка дейност, основават социалистическа група.
При избухването на Балканската война в 1912 година е доброволец в лазарета на Македоно-одринското опълчение. Награден е с бронзов медал.
Главинов умира в 1947 година в София.